# Veronika Deseniška (muzikal)
Veronika Deseniška je muzikal, ki sta ga leta 2016 napisala skladatelj Leon Firšt in scenarist in novinar Janez Usenik. Delo je bilo krstno izvedeno 5. julija na Starem gradu v Celju, v režiji režiserja Marka Plantana in pod umetniškim vodstvom Simona Dvoršaka.

## Vsebina
Zgodba temelji na stari legendi iz obdobja rodbine Celjskih grofov in govori o Frideriku II. Celjskem, sinu Hermana II. Celjskega, ki na potovanju po družinskih posestvih sreča Veroniko Deseniško in se vanjo zaljubi. Njegova žena Elizabeta Frankopanska v sumljivih okoliščinah umre, kar Frideriku in Veroniki omogoči poroko. Ko za Elizabetino smrt izve Elizabetina družina, Frankopani Celjanom napovejo vojno, Herman in njegov vitez Jošt Soteški pa se spomnita, da se lahko spopadu izognejo, če vso krivdo zvalijo na Veronikine domnevne čarovniške moči in ji sodijo, še preden frankopanska vojska prispe do Celja. A meščani Celja se očitno lažni obtožbi uprejo in dosežejo oprostilno sodbo, kar pa Hermana ne ustavi in takoj po sojenju naroči Veronikin umor.

## Osebe
- Veronika Deseniška
- Friderik II. Celjski
- Herman II. Celjski
- Elizabeta Frankopanska
- Jošt Soteški
- Nuna
- Trgovec